# Брати Гутьєррес
«Брати Гутьєррес» (ісп. Hermanos Gutiérrez) – латиноамериканський інструментальний гурт, створений у 2015 році в Цюріху еквадорсько-швейцарськими братами Алехандро Гутьєрресом (гітара та леп-стіл-гітара) та Естеваном Гутьєрресом (гітара та перкусія). У 2022 році американський лейбл Easy Eye Sound випустив п'ятий альбом гурту El Bueno y el Malo.

## Історія
Алехандро та Естеван Гутьєррес – двоє з чотирьох дітей, що виросли у родині матері-еквадорки та батька-швейцарця у Швейцарії. Вони часто відвідували родину в Плайясі, Еквадор. У віці близько дев'яти років Естеван навчився грати на класичній гітарі в латиноамериканських стилях, таких як мілонга та сальса, а як серфінгіст згодом був натхненний серф-рокером Джеком Джонсоном.
Алехандро, який на вісім років молодший, навчився грати на гітарі, переглядаючи навчальні відео на YouTube. Гурт Брати Gutiérrez бере свій початок з джем-сейшену в квартирі Алехандро в Цюріху під час візиту Естевана у 2015 році.
Перші три альбоми гурту (8 Años, El Camino de mi Alma та Hoy Como Ayer) в основному були у стилі латиноамериканської музики. Восьмихвилинне музичне відео на заголовний трек вийшло напередодні релізу альбому 25 вересня 2020 року.
El Bueno y el Malo, перший неінді-проект гурту, був записаний у Нешвіллі у співпраці з Деном Ауербахом з The Black Keys і випущений його лейблом Easy Eye Sound 28 жовтня 2022 року. Альбом та його назва були натхненні саундтреком до фільму Енніо Морріконе «Хороший, поганий і злий». Альбом отримав схвальні відгуки критиків і був описаний як такий, що подумки переносить слухачів до пейзажів спагетті-вестерну. Пісні з El Bueno y el Malo увійшли до сет-листа Братів Гутьєррес на концерті NPR Tiny Desk Concert у січні 2023 року. Того ж року Ауербах був номінований на премію Греммі в категорії «Некласичний продюсер року», частково за свою роботу з Братами Гутьєррес.

## Музичний стиль
Жанр гурту еволюціонував у поєднання латиноамериканської та західної музики. Rolling Stone пише про гурт, описуючи «підхід мінімалізму до інструментальної гітарної музики... Це музика, яка співає, не потребуючи вокаліста, лірична, не потребуючи слів». The Santa Fe New Mexican пише, що пісні гурту «чергуються між змішаними ритмами та задумливістю, моторошними ти самотніми звуками».
Алехандро Гутьєррес грає на електрогітарі та лап-сталевій гітарі, а Естеван Гутьєррес – на електрогітарі та перкусії (бонго, маракаси тощо). Брати описують свою музичну хімію, як таку, що дозволяє їм писати разом без необхідності розмовляти, NPR пише: «Вони сплітають складні гітарні лінії одна над одною, які переплітаються до такої міри, що якщо закрити очі, то неможливо сказати, де починається одна і де закінчується інша». Ауербах жартома прокоментував їхню майстерність з «ритмом і таймінгом»: «Вони швейцарці».
Ранні музикальні впливи включають Хуліо Харамільо; пізніші впливи включають таких кінокомпозиторів, як Енніо Морріконе та Густаво Сантаолалла.

## Дискографія
- Адаптовано з Bandcamp.[14]

### Студійні альбоми
| Назва                | Деталі альбому | Пікові позиції в чартах |
| Назва                | Деталі альбому | США                     |
| -------------------- | --- | ----------------------- |
| 8 Años               | - Випущено: 6 січня 2017 - Лейбл: Самовиданий - Формат: цифрове завантаження, потокове передавання                      | —                       |
| El Camino de mi Alma | - Випущено: 23 травня 2018 - Лейбл: Самовиданий - Формат: цифрове завантаження, потокове передавання                    | —                       |
| Hoy Como Ayer        | - Випущено: 27 вересня 2019 - Лейбл: Самовиданий - Формат: цифрове завантаження, потокове передавання                   | —                       |
| Hijos del Sol        | - Випущено: 25 вересня 2020 - Лейбл: Самовиданий - Формат: цифрове завантаження, потокове передавання                   | —                       |
| El Bueno y el Malo   | - Випущено: 28 жовтня 2022 - Лейбл: Easy Eye Sound/Concord - Формат: LP, CD, цифрове завантаження, потокове передавання | —                       |
| Sonido Cósmico       | - Випущено: 14 червня 2024 - Лейбл: Easy Eye Sound/Concord - Формат: LP, CD, цифрове завантаження, потокове передавання | 193                     |

### Збірні альбоми
| Назва       | Деталі альбому                                                                                          |
| ----------- | --- |
| Eternamente | - Випущено: 3 грудня 2021 - Лейбл: Самовиданий - Формат: LP, цифрове завантаження, потокове передавання |